# Condado de Miner (Dakota del Sur)
El condado de Miner (en inglés: Miner County, South Dakota), fundado en 1873,  es uno de los 66 condados en el estado estadounidense de Dakota del Sur. En el 2000 el condado tenía una población de 2884 habitantes en una densidad poblacional de 1 personas por km². La sede del condado es Howard.

## Geografía
Según la Oficina del Censo, el condado tiene un área total de 1481 km² (571,8 mi²), de la cual 1477 km² (570,3 mi²) es tierra y 4 km² (1,5 mi²) es agua.

### Condados adyacentes
- Condado de Kingsbury - norte
- Condado de Lake - este
- Condado de McCook - sureste
- Condado de Hanson - suroeste
- Condado de Sanborn - oeste

## Demografía
En el 2000 la renta per cápita promedia del condado era de $29 519, y el ingreso promedio para una familia era de $36 667. En 2000 los hombres tenían un ingreso per cápita de $25 297 versus $20 469 para las mujeres. El ingreso per cápita para el condado era de $15 155. Alrededor del 11.80% de la población estaba bajo el umbral de pobreza nacional.
| \| Año \| Población \| \| ---- \| --------- \| \| 1900 \| 5864 \| \| 1910 \| 7661 \| \| 1920 \| 8560 \| \| 1930 \| 8376 \| \| 1940 \| 6836 \| \| 1950 \| 6268 \| \| 1960 \| 5398 \| \| 1970 \| 4454 \| \| 1980 \| 3739 \| \| 1990 \| 3272 \| \| 2000 \| 2884 \| |           |
| Año | Población |
| 1900 | 5864      |
| 1910 | 7661      |
| 1920 | 8560      |
| 1930 | 8376      |
| 1940 | 6836      |
| 1950 | 6268      |
| 1960 | 5398      |
| 1970 | 4454      |
| 1980 | 3739      |
| 1990 | 3272      |
| 2000 | 2884      |

## Ciudades y pueblos
- Canova
- Carthage
- Howard
- Roswell
- Vilas

## Mayores autopistas
- U.S. Highway 81
- Carretera de Dakota del Sur 25
- Carretera de Dakota del Sur 34